# Districte electoral de la Seu d'Urgell
El districte de la Seu d'Urgell fou una circumscripció electoral del Congrés dels Diputats utilitzada en les eleccions generals espanyoles entre 1871 i 1923. Es tractava d'un districte uninominal, ja que només era representat per un sol diputat.

## Àmbit geogràfic
El districte comprenia tot el partit judicial de la Seu d'Urgell i el nord del de Solsona.

## Diputats electes
| Elecció | Elecció        | Diputat                          | Partit/Ideologia         |
| ------- | -------------- | -------------------------------- | ------------------------ |
|         | 1871           | Josep Ignasi Dalmau i de Baquer  | Sense dades              |
|         | Abril 1872     | Ramon Fagle                      | Sense dades              |
|         | Agost 1872     | Ramon Nouvillas i Ràfols         | Republicà                |
|         | 1876           | Constancio Gambel Aybar          | Conservador              |
|         | 1879           | José Porrúa y Moreno             | Conservador              |
|         | 1881           | Isidre Boixader i Solana         | Conservador              |
|         | 1884           | José Porrúa y Moreno             | Conservador              |
|         | 1885 (parcial) | Francesc Xavier Tort i Martorell | Sense dades              |
|         | 1886           | Isidre Boixader i Solana         | Conservador              |
|         | 1891           | Ramón Martínez Campos y Rivera   | Conservador              |
|         | 1903 (parcial) | Ricardo Guillerna y de las Heras | Conservador              |
|         | 1905           | Joan Garriga i Massó             | Liberal Demòcrata        |
|         | 1914           | Eduard Aunós i Cau               | Conservador              |
|         | 1916           | Vicente Sales Musoles            | Liberal                  |
|         | 1918           | Josep Maria Trias de Bes i Giró  | Lliga Regionalista       |
|         | 1920           | Joan Sarradell i Farràs          | Unió Monàrquica Nacional |

## Resultats electorals

### Dècada de 1920
| Eleccions generals del 29/04/1923 |                    |                         |       |      |
| Partit/Ideologia                  | Partit/Ideologia   | Candidat                | Vots  | %    |
|                                   | Liberal albista    | Joan Sarradell i Farràs | 3.828 | 86,7 |
|                                   | Lliga Regionalista | Santiago Estapé i Pagès | 29    | 0,7  |
|                                   | Altres             | Altres                  | 558   | 12,6 |
| Total                             | Total              | Total                   | 4.415 | 100  |
| Cens/participació                 | Cens/participació  | Cens/participació       | 7.320 | 60,3 |

| Eleccions generals del 19/12/1920 |                          |                                 |       |      |
| Partit/Ideologia                  | Partit/Ideologia         | Candidat                        | Vots  | %    |
|                                   | Unió Monàrquica Nacional | Joan Sarradell i Farràs         | 2.521 | 51,9 |
|                                   | Lliga Regionalista       | Josep Maria Trias de Bes i Giró | 2.285 | 47,1 |
|                                   | Altres                   | Altres                          | 47    | 1,0  |
| Total                             | Total                    | Total                           | 4.853 | 100  |
| Cens/participació                 | Cens/participació        | Cens/participació               | 7.319 | 66,3 |

### Dècada de 1910
| Eleccions generals del 01/06/1919 |                    |                                 |                                                     |
| Partit/Ideologia                  | Partit/Ideologia   | Candidat                        | Vots                                                |
|                                   | Lliga Regionalista | Josep Maria Trias de Bes i Giró | Electe mitjançant l'article 29 de la llei electoral |

| Eleccions generals del 24/02/1918 |                    |                                 |       |      |
| Partit/Ideologia                  | Partit/Ideologia   | Candidat                        | Vots  | %    |
|                                   | Lliga Regionalista | Josep Maria Trias de Bes i Giró | 3.888 | 65,5 |
|                                   | Independent        | Joan Sarradell i Farràs         | 2.048 | 34,5 |
| Total                             | Total              | Total                           | 5.936 | 100  |
| Cens/participació                 | Cens/participació  | Cens/participació               | 7.299 | 81,3 |

| Eleccions generals del 09/04/1916 |                       |                       |       |      |
| Partit/Ideologia                  | Partit/Ideologia      | Candidat              | Vots  | %    |
|                                   | Liberal               | Vicente Sales Musoles | 2.981 | 50,3 |
|                                   | Conservador dissident | Eduard Aunós i Cau    | 2.915 | 49,2 |
|                                   | Altres                | Altres                | 33    | 0,6  |
| Total                             | Total                 | Total                 | 5.929 | 100  |
| Cens/participació                 | Cens/participació     | Cens/participació     | 7.783 | 76,2 |

| Eleccions generals del 08/03/1914 |                   |                       |       |      |
| Partit/Ideologia                  | Partit/Ideologia  | Candidat              | Vots  | %    |
|                                   | Conservador       | Eduard Aunós i Cau    | 3.841 | 62,6 |
|                                   | Independent       | Daniel Riu i Periquet | 2.281 | 37,2 |
|                                   | Altres            | Altres                | 1     | 0,0  |
| Vots en blanc                     | Vots en blanc     | Vots en blanc         | 15    | 0,2  |
| Total                             | Total             | Total                 | 6.138 | 100  |
| Cens/participació                 | Cens/participació | Cens/participació     | 7.752 | 79,2 |

| Eleccions generals del 08/05/1910 |                    |                      |                                                     |
| Partit/Ideologia                  | Partit/Ideologia   | Candidat             | Vots                                                |
|                                   | Lliga Regionalista | Joan Garriga i Massó | Electe mitjançant l'article 29 de la llei electoral |

### Dècada de 1900
| Eleccions generals del 21/04/1907 |                               |                                |       |      |
| Partit/Ideologia                  | Partit/Ideologia              | Candidat                       | Vots  | %    |
|                                   | Lliga Regionalista (solidari) | Joan Garriga i Massó           | 3.476 | 53,2 |
|                                   | Conservador anti-solidari     | Ramón Martínez Campos y Rivera | 2.812 | 43,1 |
|                                   | Altres                        | Altres                         | 241   | 3,7  |
| Total                             | Total                         | Total                          | 6.529 | 100  |
| Cens/participació                 | Cens/participació             | Cens/participació              | 8.124 | 80,4 |

| Eleccions generals del 10/11/1905 |                    |                                  |       |      |
| Partit/Ideologia                  | Partit/Ideologia   | Candidat                         | Vots  | %    |
|                                   | Liberal Demòcrata  | Joan Garriga i Massó             | 3.990 | 65,6 |
|                                   | Lliga Regionalista | Carles de Fortuny i de Miralles  | 2.060 | 33,9 |
|                                   | Conservador        | Ricardo Guillerna y de las Heras | 27    | 0,4  |
|                                   | Altres             | Altres                           | 3     | 0,0  |
| Total                             | Total              | Total                            | 6.080 | 100  |
| Cens/participació                 | Cens/participació  | Cens/participació                | 8.038 | 75,6 |

| Elecció parcial del 26/05/1903 |                     |                                  |       |      |
| Partit/Ideologia               | Partit/Ideologia    | Candidat                         | Vots  | %    |
|                                | Conservador         | Ricardo Guillerna y de las Heras | 3.359 | 54,9 |
|                                | Liberal canalejista | Joan Garriga i Massó             | 2.753 | 45,0 |
|                                | Altres              | Altres                           | 2     | 0,0  |
| Total                          | Total               | Total                            | 6.114 | 100  |
| Cens/participació              | Cens/participació   | Cens/participació                | 7.805 | 78,3 |

| Eleccions generals del 19/05/1901 |                   |                                |       |       |
| Partit/Ideologia                  | Partit/Ideologia  | Candidat                       | Vots  | %     |
|                                   | Conservador       | Ramón Martínez Campos y Rivera | 9.276 | 157,4 |
|                                   | Independent       | Pere La Rosa Pich              | 2.891 | 49,0  |
| Total                             | Total             | Total                          | 5.894 | 100   |
| Cens/participació                 | Cens/participació | Cens/participació              | 7.576 | 77,8  |

### Dècada de 1890
| Eleccions generals del 16/04/1899 |                   |                                |       |      |
| Partit/Ideologia                  | Partit/Ideologia  | Candidat                       | Vots  | %    |
|                                   | Conservador       | Ramón Martínez Campos y Rivera | 4.789 | 99,7 |
|                                   | Altres            | Altres                         | 14    | 0,3  |
| Total                             | Total             | Total                          | 4.803 | 100  |
| Cens/participació                 | Cens/participació | Cens/participació              | 7.850 | 61,2 |

| Eleccions generals del 27/03/1898 |                   |                                |       |       |
| Partit/Ideologia                  | Partit/Ideologia  | Candidat                       | Vots  | %     |
|                                   | Conservador       | Ramón Martínez Campos y Rivera | 5.382 | 100,0 |
| Total                             | Total             | Total                          | 5.382 | 100   |
| Cens/participació                 | Cens/participació | Cens/participació              | 8.341 | 64,5  |

| Eleccions generals del 12/04/1896 |                   |                                |       |      |
| Partit/Ideologia                  | Partit/Ideologia  | Candidat                       | Vots  | %    |
|                                   | Conservador       | Ramón Martínez Campos y Rivera | 4.276 | 99,4 |
|                                   | Altres            | Altres                         | 24    | 0,6  |
| Total                             | Total             | Total                          | 4.300 | 100  |
| Cens/participació                 | Cens/participació | Cens/participació              | 8.316 | 51,7 |

| Eleccions generals del 05/03/1893 |                   |                                |       |      |
| Partit/Ideologia                  | Partit/Ideologia  | Candidat                       | Vots  | %    |
|                                   | Conservador       | Ramón Martínez Campos y Rivera | 2.881 | 50,1 |
|                                   | Altres            | Altres                         | 2.872 | 49,9 |
| Total                             | Total             | Total                          | 5.753 | 100  |
| Cens/participació                 | Cens/participació | Cens/participació              | 8.322 | 69,1 |

| Eleccions generals del 01/02/1891 |                  |                                |       |
| Partit/Ideologia                  | Partit/Ideologia | Candidat                       | Vots  |
|                                   | Conservador      | Ramón Martínez Campos y Rivera | 3.320 |

### Dècada de 1880
| Eleccions generals del 04/04/1886 |                  |                          |       |      |
| Partit/Ideologia                  | Partit/Ideologia | Candidat                 | Vots  | %    |
|                                   | Conservador      | Isidre Boixader i Solana | 983   | 70,1 |
|                                   | Altres           | Altres                   | 419   | 29,9 |
| Total                             | Total            | Total                    | 1.402 | 100  |

| Elecció parcial del 24/05/1885 |                  |                                  |       |      |
| Partit/Ideologia               | Partit/Ideologia | Candidat                         | Vots  | %    |
|                                | Sense dades      | Francesc Xavier Tort i Martorell | 837   | 52,6 |
|                                | Altres           | Altres                           | 754   | 47,4 |
| Total                          | Total            | Total                            | 1.591 | 100  |

| Eleccions generals del 27/04/1884 |                  |                      |       |      |
| Partit/Ideologia                  | Partit/Ideologia | Candidat             | Vots  | %    |
|                                   | Conservador      | José Porrúa y Moreno | 885   | 56,3 |
|                                   | Altres           | Altres               | 688   | 43,7 |
| Total                             | Total            | Total                | 1.573 | 100  |

| Eleccions generals del 20/08/1881 |                  |                          |       |      |
| Partit/Ideologia                  | Partit/Ideologia | Candidat                 | Vots  | %    |
|                                   | Conservador      | Isidre Boixader i Solana | 817   | 73,1 |
|                                   | Altres           | Altres                   | 301   | 26,9 |
| Total                             | Total            | Total                    | 1.118 | 100  |

### Dècada de 1870
| Eleccions generals del 20/04/1879 |                  |                      |       |      |
| Partit/Ideologia                  | Partit/Ideologia | Candidat             | Vots  | %    |
|                                   | Conservador      | José Porrúa y Moreno | 1.142 | 78,0 |
|                                   | Altres           | Altres               | 323   | 22,0 |
| Total                             | Total            | Total                | 1.465 | 100  |

| Eleccions generals del 20/01/1876 |                  |                         |       |       |
| Partit/Ideologia                  | Partit/Ideologia | Candidat                | Vots  | %     |
|                                   | Conservador      | Constancio Gambel Aybar | 5.016 | 100,0 |
| Total                             | Total            | Total                   | 5.016 | 100   |

| Eleccions generals del 10/05/1873 |                  |                          |       |       |
| Partit/Ideologia                  | Partit/Ideologia | Candidat                 | Vots  | %     |
|                                   | Republicà        | Ramon Nouvillas i Ràfols | 2.511 | 100,0 |
| Total                             | Total            | Total                    | 2.511 | 100   |

| Eleccions generals del 24/08/1872 |                  |                          |       |       |
| Partit/Ideologia                  | Partit/Ideologia | Candidat                 | Vots  | %     |
|                                   | Republicà        | Ramon Nouvillas i Ràfols | 2.460 | 100,0 |
|                                   | Altres           | Altres                   | 1     | 0,0   |
| Total                             | Total            | Total                    | 2.461 | 100   |

| Eleccions generals del 03/04/1872 |                  |             |       |      |
| Partit/Ideologia                  | Partit/Ideologia | Candidat    | Vots  | %    |
|                                   | Sense dades      | Ramon Fagle | 3.757 | 70,1 |
|                                   | Altres           | Altres      | 1.604 | 29,9 |
| Total                             | Total            | Total       | 5.361 | 100  |

| Eleccions generals del 08/03/1871 |                   |                                 |       |      |
| Partit/Ideologia                  | Partit/Ideologia  | Candidat                        | Vots  | %    |
|                                   | Sense dades       | Josep Ignasi Dalmau i de Baquer | 2.911 | 44,0 |
|                                   | Altres            | Altres                          | 3.711 | 56,0 |
| Total                             | Total             | Total                           | 6.622 | 100  |
| Cens/participació                 | Cens/participació | Cens/participació               | 9.683 | 68,4 |